# یوآنا بالاش
یوآنا بالاش (لهستانی: Joanna Balasz؛ زادهٔ ۱۹۹۱) بازیگر اهل لهستان است.
از فیلم‌ها یا مجموعه‌های تلویزیونی که وی در آن‌ها نقش داشته‌است، می‌توان به در خیابان سپولنی، دختران جنگ، رنگ‌های خوشبختی، پدر متیو، خبرچینان – پدران و دختران، عشق اول، کمیسر آلکس و در خوشی و سختی اشاره نمود.